# Worksop Town FC
Worksop Town FC is een Engelse voetbalclub uit Worksop, Nottinghamshire.

## Geschiedenis

### Vroege geschiedenis
Hoewel volgens documenten de club pas in 1873 werd opgericht zegt de club dat ze in 1861 werden opgericht. Eerst werd op een veld nabij Netherton Road gespeeld alvorens in 1891 te verhuizen naar Central Avenue dat voor bijna 100 jaar hun thuishaven werd, Sandy Lane is sinds 1992 in gebruik.
In 1907/08 werd de eerste ronde van de FA Cup bereikt, (equivalent met een 3de ronde de dag van vandaag). Tegenstander was Chelsea FC dat Worksop een veeg uit de pan gaf door met 9-1 te winnen. Er kwamen 70184 toeschouwers opdagen, een record voor een wedstrijd van Worksop. In 1920/21 speelde de club gelijk in het stadion van Tottenham Hotspur, de replay werd ook op White Hart Lane gespeeld om financiële redenen en ook dit keer kreeg Worksop 9 tegengoals om de oren. Supporters die dachten dat de replay thuis werd gespeeld lieten hun ontgoocheling zien door de volgende thuiswedstrijden weg te blijven, een actie die de club tijdelijk in financiële problemen bracht.
In 1966 won Worksop de Midland League en werd in 1968 medeoprichter van de Northern Premier League en degradeerde in het eerste seizoen meteen terug naar de Midland League. Eind jaren 70 keerde de club terug. In 1978/79 werd opnieuw de eerste ronde van de FA Cup bereikt en toen was Barnsley FC te sterk (5-1).

### Recente geschiedenis
Worksop degradeerde opnieuw in 1988/89, dit keer naar de nieuw opgericht Northern League Division One. Datzelfde seizoen verloor de club het Central Avenue stadion en werden gedwongen om een stadion te delen zo’n 30 kilometer verder met Gainsborough Trinity. Drie seizoenen later keerde de club terug naar Worksop. Na het seizoen 1997/98 promoveerde de club terug naar de Northern Premier Division en werd vicekampioen in 1999. Tot op heden is dat het hoogste resultaat ooit in het Engels voetbalsysteem. Toen was de league op het 6de niveau, nu het 7de.
Voor de start van seizoen 2004/05 was de club medeoprichter van de Conference North, een nieuwe divisie tussen de Conference National en de Northern Premier League. Door financiële problemen kreeg de club ook nog eens 10 strafpunten maar kon zich toch nog redden en werd 17de. In 2005/06 werd het behoud pas op het laatste verzekerd. Na seizoen 2006/07 degradeerde de club.

## Bekende (ex-)spelers
- David Stockdale

## Erelijst
- Midland League
  - 1922, 1966, 1973
- Northern Premier League President's Cup
  - 1986, 1996
- Northern Premier League Chairman's Cup
  - 2002
- Sheffield Senior Cup
  - 1924, 1953, 1955, 1956, 1970, 1973, 1982, 1985, 1995, 1997, 2003